# إيفا إنقولف
إيفا إنقولف هي عازفة كمان آيسلندية، ولدت في 22 يونيو 1962.